# 普里比利夫
48°46′18″N 24°59′50″E / 48.77167°N 24.99722°E
普里比利夫（烏克蘭語：Прибилів），是烏克蘭西部的村莊，隸屬伊萬諾-弗蘭科夫斯克州的伊萬諾-弗蘭科夫斯克區。該村始建於1390年，面積2.76平方公里，2023年人口900，人口密度每平方公里382.2人。